# Martin Islet
Martin Islet är en ö i Australien. Den ligger i delstaten New South Wales, i den sydöstra delen av landet, omkring 74 kilometer söder om delstatshuvudstaden Sydney.
Genomsnittlig årsnederbörd är 1 352 millimeter. Den regnigaste månaden är februari, med i genomsnitt 211 mm nederbörd, och den torraste är juli, med 36 mm nederbörd.